# J'me gênerais pas pour dire que j't'aime encore
Singles de William Sheller
Elle dit soleil, elle dit
(1977) Fier et fou de vous
(1978)
J'me gênerais pas pour dire que j't'aime encore est une chanson écrite, composée et interprétée par William Sheller, sortie uniquement en single en 1978.

## Genèse
De cette chanson, William Sheller en dira : « C'est une petite phrase que j'ai fait graver un jour, sur une petite plaque en médaille au bout d'une chaîne, et pour un ultime anniversaire... Il pleut. Vision d'au-dessus de la fille d'en-bas, qui passe à vélo avec un chapeau de mec, trop grand, qui lui tombe aux oreilles ».

## Sortie et accueil
J'me gênerais pas pour dire que j't'aime encore sort en 45 tours deux titres en 1978. Il ressortira en 1993 en single promotionnel CD 2 titres pour promouvoir le box-set Carnet de notes et la compilation Nicolas qui venait de sortir et dans lesquels le titre figure,. 
La chanson entre dans le hit-parade à partir du 27 août 1978 à la 41e place et y reste classée durant six semaines jusqu'au 1er octobre 1978. Le single est parvenu à atteindre la 29e place en cinquième semaine. Durant ses six semaines de présence au classement, le 45 tours s'est vendu à 50 500 exemplaires.
Alors que la chanson est diffusée, Michel Jonasz écrit une chanson dont le titre J't'aimais tellement fort que j't'aime encore, ressemble à celle de Sheller. Pour éviter toute confusion, Jonasz décide de l'enregistrer que plus tard pour l'album La Nouvelle Vie.